# Luca Mastrostefano
Luca Mastrostefano, né le 14 juin 1979 à Londres, est un joueur de squash représentant l'Italie. Il atteint en mars 2007 la 84e place mondiale sur le circuit international, son meilleur classement. Il est champion d'Italie en 2005.

## Biographie
Il est titulaire de diplômes universitaires en droit et en marketing et devient directeur général de sa propre agence de marketing, le Gruppo Wise.

## Palmarès
- Championnats d'Italie : 2005